# Ivan Malala
Ivan Malala ( Ἰωάννης Μαλάλας, Ioannes Malalas) (oko 491. – 578.) poznati je bizantski kroničar iz Antiohije. Napisao je najstariju do danas sačuvanu redovničku kršćansku bizantsku svjetsku kroniku. Opisao je povijest svijeta do Justinijanove smrti.
Grčko ime Malalas vjerojatno dolazi od sirske riječi za "retorika", "oratora"; prvi ga je tako atribuirao sveti Ivan Damašćanski (oblik "Malelas" je mlađeg postanka; prvi se put pojavilo kod Konstantina VII. Zbog toga se pretpostavlja njegovo sirsko podrijetlo.
U pučkim je kronikama bilježio sve, pri čemu mu bitnost događaja niti vremenski slijed uopće nisu bili bitni. Te kronike su ujedno i jedina povjesničarska djela o ratovima protiv Arapa i ikonoklastičkim borbama.
Obrazovao se u Antiohiji gdje je vjerojatno poslije bio pravnikom. Poslije se preselio u Carigrad gdje je boravio neko vrijeme dok je car bio Justinijan I. Pretpostavlja se da je otišao nakon perzijskog pljačkanja Antiohije 540. godine); sve što iz njegovih pisanja znamo o njegovim putovanjima su posjete Solunu i Baniasu.
Napisao je djelo Chronographia (Χρονογραφία) u 18 knjiga. Nije sačuvan početak i kraj. U obliku u kojem je sačuvana počinje s mitskom poviješću starog Egipta a svršetak je ekspedicija u starorimsku Afriku tribuna Marcijana, Justinijanova nećaka koja je bila 563. godine.
Djela Ivana Malale imaju sveze s jednim apokrifom. Apokrif Djela Petra i dvanaest apostola, koptski tekst koji je otkriven 1971. u zbirci u Nag Hammadu, a koji se nalazi između apokrifnih evanđelja i djela apostolskih. Taj apokrif sliči na Isusove govore, a također su u njemu opisana putovanja kao što je to bilo u antičkim romanima i apostolskim djelima. Ciklusu Djela Petrovih pripada i tekst koji je sačuvan u Ivanovoj kronici.
Chronographiju su brojni kasniji pisci koristili za izvor sve do 9. stoljeća. Na slavenske je jezik prevedena u desetom stoljeću, a dio se koristio u staroslavenskoj Povijesti minulih godina.

## Vanjske poveznice
- Catholic Encyclopedia (izdanje 1910.), Ivan Malala"